# 튀니지의 대통령 목록

## 튀니지 공화국의 대통령
| 번 | 이름                                             | 사진     | 대               | 임기 시작        | 임기 종료         | 정당                                                           |
| -- | ------------------------------------------------ | -------- | ---------------- | ---------------- | ----------------- | -------------------------------------------------------------- |
| 1  | 하비브 부르기바 (1903.8.3. - 2000.4.6.)          |          | 1                | 1957년 7월 25일  | 1964년            | 네오 데스투르 (1957-1964) 사회주의 데스투르 (1964 ~ 1987년)    |
| 1  | 하비브 부르기바 (1903.8.3. - 2000.4.6.)          | 2        | 1964년           | 1969년           |                   | 네오 데스투르 (1957-1964) 사회주의 데스투르 (1964 ~ 1987년)    |
| 1  | 하비브 부르기바 (1903.8.3. - 2000.4.6.)          | 3        | 1969년           | 1975년 3월       |                   | 네오 데스투르 (1957-1964) 사회주의 데스투르 (1964 ~ 1987년)    |
| 1  | 하비브 부르기바 (1903.8.3. - 2000.4.6.)          | 4 (종신) | 1975년 3월       | 1987년 11월 7일  | 사회주의 데스투르 |                                                                |
| 2  | 제인 엘아비디네 벤 알리 (1936.9.3. - 2019.9.19.) |          | 대행             | 1987년 11월 7일  | 1989년            | 사회주의 데스투르 (1987 ~ 1988년) 입헌민주연합 (1988 ~ 2011년) |
| 2  | 제인 엘아비디네 벤 알리 (1936.9.3. - 2019.9.19.) | 5        | 1989년           | 1994년           | 입헌민주연합      |                                                                |
| 2  | 제인 엘아비디네 벤 알리 (1936.9.3. - 2019.9.19.) | 6        | 1994년           | 1999년           | 입헌민주연합      |                                                                |
| 2  | 제인 엘아비디네 벤 알리 (1936.9.3. - 2019.9.19.) | 7        | 1999년           | 2004년           | 입헌민주연합      |                                                                |
| 2  | 제인 엘아비디네 벤 알리 (1936.9.3. - 2019.9.19.) | 8        | 2004년           | 2009년 11월 12일 | 입헌민주연합      |                                                                |
| 2  | 제인 엘아비디네 벤 알리 (1936.9.3. - 2019.9.19.) | 9        | 2009년 11월 12일 | 2011년 1월 14일  | 입헌민주연합      |                                                                |
| -  | 모하메드 간누시 (1941.8.18. - )                  |          | 대행             | 2011년 1월 14일  | 2011년 1월 15일   | 입헌민주연합                                                   |
| -  | 푸아드 메바자 (1933.6.15. - 2025.4.23.)          |          | 대행             | 2011년 1월 15일  | 2011년 12월 12일  | 입헌민주연합 (2011) 무소속 (2011년)                            |
| -  | 몬세프 마르주키 (1945.7.7. - )                   |          | 10               | 2011년 12월 13일 | 2014년 12월 31일  | 공화의회당                                                     |
| 3  | 베지 카이드 에셉시 (1926.11.26 - 2019.7.25)      |          | 11               | 2014년 12월 31일 | 2019년 7월 25일   | 튀니지의 소리                                                  |
| -  | 모하메드 엔나세우르 (1934.5.21 - )               |          | 대행             | 2019년 7월 25일  | 2019년 10월 23일  | 튀니지의 소리                                                  |
| 4  | 카이스 사이에드 (1958.2.22 - )                   |          | 12               | 2019년 10월 23일 | 현직              | 무소속                                                         |

## 같이 보기
- 튀니지의 대통령
- 튀니지의 총리